# Nata muntada

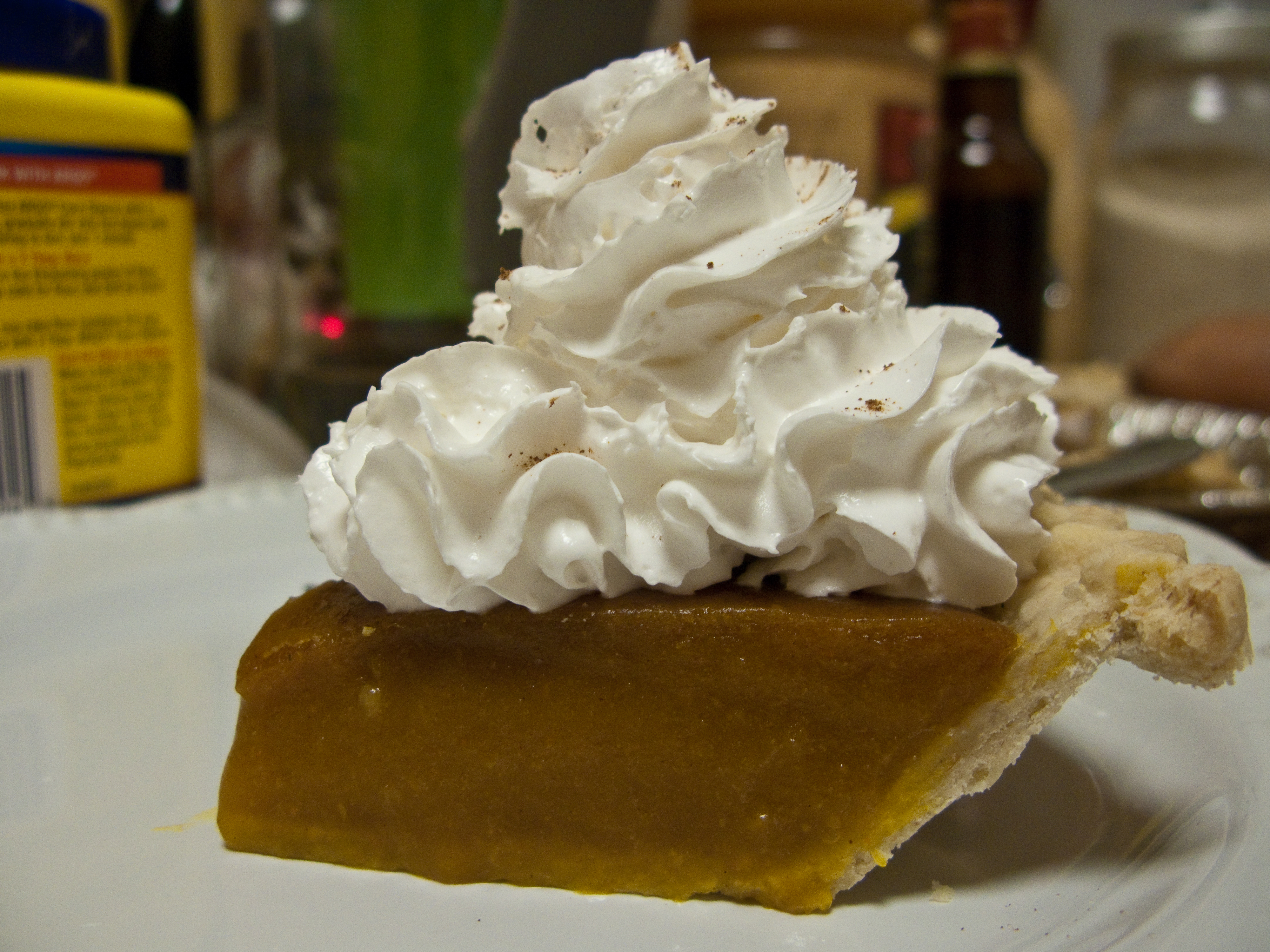
Nata muntada

La crema batuda o nata muntada és nata, sovint edulcorada, després d'haver estat batuda escumant-la amb aire. Si la nata té un 30% o més de greix, pot ser barrejada amb aire, de manera que les bombolles d'aire són capturades en una xarxa de gotes de greix i l'escuma resultant adquireix aproximadament el doble de volum que la nata líquida original. No obstant això, si el procés de batut continua, les gotes de greix s'enganxen entre si i destrueixen l'escuma, formant mantega. El líquid restant és sèrum de mantega. De vegades s'afegeix sucre glas a l'escuma amb la finalitat d'endurir la barreja i reduir el risc de batre massa.